# Jesse Burkett
Jesse Cail Burkett (ur. 4 grudnia 1868, zm. 27 maja 1953) – amerykański baseballista, który występował na pozycji lewozapolowego.

## Kariera zawodnicza
Na początku kariery grał na pozycji miotacza, a pierwszy zawodowy kontrakt podpisał w 1888 ze Scranton Miners z Central League, w którym spędził jeden sezon. W 1889 grał w Worcester Grays z Atlantic Association, gdzie odniósł najwięcej zwycięstw (30) w lidze  i zaliczył najwięcej strikeoutów (240). Przed rozpoczęciem sezonu 1890 został zawodnikiem San Francisco Giants, w którym zadebiutował  22 kwietnia 1890. W lutym 1891 podpisał kontrakt z Cleveland Spiders. Jako zawodnik tego klubu dwa razy uzyskał najlepszą średnią uderzeń w lidze, dwukrotnie powyżej 0,400.
W marcu 1899 został zawodnikiem St. Louis Perfectos, zespołu, który rok później zmienił nazwę na St. Louis Cardinals. W sezonie 1901 osiągnął po raz trzeci w karierze najlepszą średnią (0,376). W październiku 1901 przeszedł do lokalnego rywala Cardinals – St. Louis Browns, występującej w powstałej rok wcześniej American League. W 1905 grał w Boston Americans. Karierę zawodniczą kontynuował w zespołach niższych lig, głównie w Worcester Busters z New England League, gdzie pełnił również funkcję menadżera i był jego właścicielem. Jego ostatnim klubem był Haverhill Climbers, w którym występował w sezonie 1919.

## Późniejszy okres
Po sprzedaży udziałów w klubie z Worcester, w 1917 został trenerem drużyny baseballowej College of the Holy Cross. W 1920 został członkiem sztabu szkoleniowego New York Giants, z którym rok później wygrał World Series. W latach dwudziestych XX wieku prowadził również zespoły niższych lig. W 1946 został uhonorowany członkostwem w Baseball Hall of Fame.

## Nagrody i wyróżnienia
| Nagroda/wyróżnienie   | Lata    | Źródło |
| Baseball Hall of Fame | od 1946 | [ 5 ]  |